# Richardene Kloppers
Richardene Kloppers là một giáo viên Namibia.

## Tiểu sử
Richardene Kloppers được sinh bởi Sandra và Francis Paulton vào ngày 5 tháng 1 năm 1926 tại  Keetmanshoop. Cô là chị cả của mười một anh chị em trong một đại gia đình hiện đại, thuộc tầng lớp lao động. Richardene theo học ở trường Roman Catholic Mission (một trường công giáo La Mã) và được dạy bằng ngôn ngữ Namba đến khi đạt tiêu chuẩn 4 (tương ứng với lớp  6 ở Mỹ). Trong khi tiếp tục việc học tập của mình, cô ấy đã tốt nghiệp trường Cao đẳng Sư phạm St. Augustine  (Parow, Capetown). Khi Kloppers trở về Namibia cô bắt đầu dạy học ở Gibeon và trở thành người giảng viên nữ da đen đầu tiên đủ tiêu chuẩn ở Namibia . Cùng với Andrew Kloopers - chồng của cô, năm 1956 Richardene đã mở cửa một trong những trường học không phân biệt chủng tộc đầu tiên ở Khomasdal. Andrew đã trở thành hiệu trưởng của trường từ năm 1957 đến năm 1966. Trong suốt thời gian trường hoạt động, thì The National Party (được biết như các hội nghị chính trị) của Nam Phi đã có một chính sách nghiêm ngặt về nạn phân biệt chủng tộc và tổ chức chính quyền  về phân biệt chủng tộc đã cho rằng nhà trường đang       " chống lại luật " nhưng ngôi trường vẫn tiếp tục tổ chức dạy và học cho tới ngày hôm nay. Ricahrdene Kloppers đã có 15 đứa con và qua đời không không lâu (3 tháng) sau khi được chẩn đoán mắc bệnh ung thư dạ dày.